# Hermann Löhnert

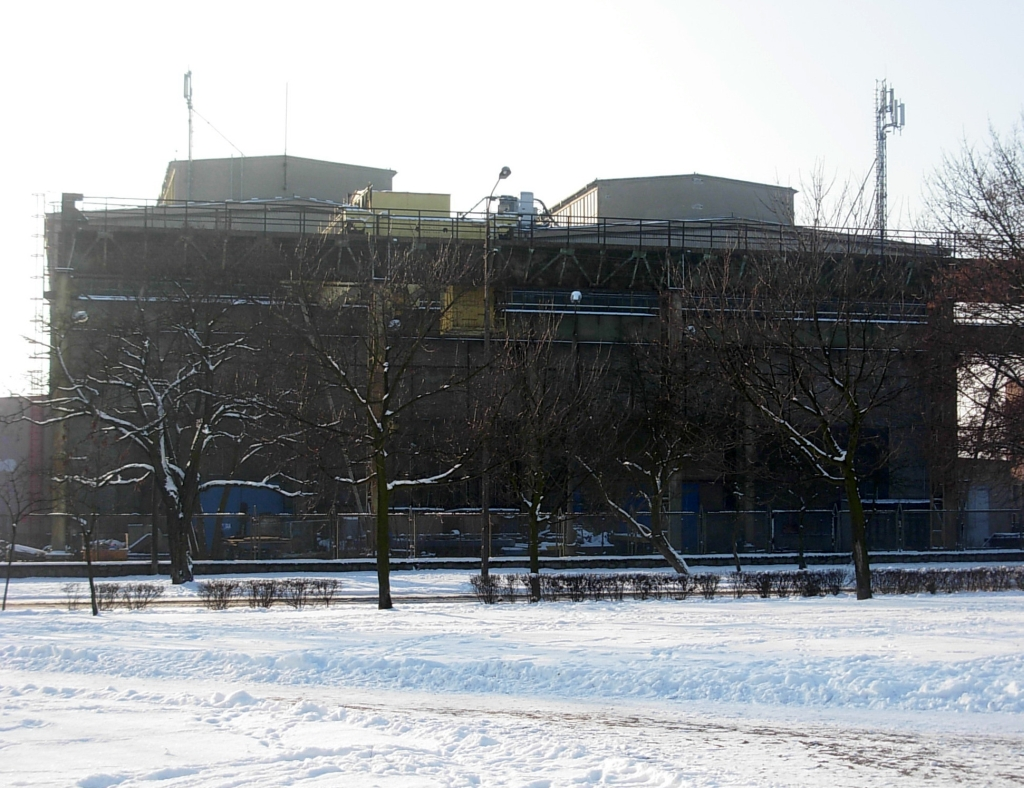
Hala produkcyjna Makrum na os. Leśnym w Bydgoszczy

Hermann Otto Löhnert (ur. 1845, zm. 1910) – niemiecki przemysłowiec, właściciel Fabryki Maszyn (ob. Makrum) w Bydgoszczy.

## Życiorys
Urodził się 3 lipca 1845. W latach 60. XIX w. przeprowadził się z Wrocławia do Bydgoszczy, gdzie w 1868 założył sklep i warsztat maszyn rolniczych oraz świadczył usługi mechanicznych omłotów zboża. W 1870 na zakupionym placu przy ul. Warmińskiego wzniósł mieszkanie oraz biuro firmy, a w 1876 warsztat naprawy maszyn. Początkowo zatrudniał 20 osób. Opatentował nową młocarnię do koniczyny, którą do 1897 wyprodukował w liczbie ok. 4 tys. W 1888 wybudował nową fabrykę przy ul. Dworcowej, gdzie rozpoczął produkcję młynów kulowych do rozdrabniania wapna, rud i nawozów sztucznych. Prototyp młyna rurowego pochodzący od mistrza murarskiego Waldemara Jenischa, znacznie udoskonalił i w 1895 wprowadził do produkcji. Później zdobył on światową renomę znajdując powszechne zastosowanie w przemyśle cementowym. Pod koniec XIX w. zakład Löhnerta zatrudniał 240 robotników, który byli objęci opieką socjalną i otrzymali od właściciela książeczki oszczędnościowe na łączną sumę 10 tys. marek. 
W 1899 przy udziale Ostbank für Handel und Gewerbe z Poznania, firma stała się spółką akcyjną pod nazwą „Bromberger Maschinenfabrik H. Löhnert AG, Bromberg”. Właściciel pełnił rolę dyrektora i członka zarządu spółki. Produkty z fabryki znajdowały nabywców we Włoszech, Austrii, Szwajcarii, Anglii, Rosji, a nawet w Chinach i Ameryce Południowej.
Na początku XX wieku zakupił teren na wschodnim obrzeżu ówczesnej Bydgoszczy przy ul. Leśnej z przeznaczeniem na rozbudowę zakładu. W latach 1902–1912 powstały tu: budynek administracyjny i zaplecze techniczne, m.in. hala obróbki mechanicznej i montażu, blacharnia, kotlarnia, kuźnia, odlewnia żeliwa, siłownia z turbiną parową (800 kW), stolarnia i narzędziownia oraz bocznica kolejowa doprowadzona od linii Warszawsko-Bydgoskiej. Zakłady te służyły do 2012 jako główna baza produkcyjna Pomorskich Zakładów Budowy Maszyn Makrum. 
W 1902 Hermann Löhnert został wyróżniony tytułem radcy komercjalnego. Udzielał pomocy bydgoskiej Przemysłowej Szkole Dokształcającej oraz angażował się w działalność społeczno-kulturalną miasta. Był członkiem wydziałów historii i sztuki Niemieckiego Towarzystwa Sztuki i Nauki w Bydgoszczy. Zmarł 26 sierpnia 1910 w Bydgoszczy. 

### Rodzina
Hermann Löhnert był żonaty z Elisabeth Sophią Wilhelmine z d. Wetzell. Miał czworo dzieci: Bruno (1872-1886), Agnes Henriette Elisabeth (ur. 1875, żona przemysłowca Georga Werckmeistera), Anne Marie Margarethe Jaeanette (1878-1884) i Hermanna Wilhelma Clemensa (1885-1888).